# Craig MacLean
Craig MacLean MBE (* 31. Juli 1971 in Grantown-on-Spey) ist ein schottischer Bahnradsportler, Pilot im Paracycling und Radsporttrainer.

## Sportliche Karriere
Craig MacLean fuhr als Jugendlicher BMX, zum Leistungs-Radsport auf der Bahn kam er erst im Alter von 24 Jahren. Während seines Studiums besuchte er als Zuschauer Rennen in der dortigen Radrennbahn „Meadowbank Stadium“, trat einem Radsport-Club bei und bekam Interesse am Bahnradsport.
MacLean wurde schnell der Leistungsträger der Briten im Teamsprint, der allerdings anfangs – in der Ära vor den großen Erfolgen des populären Chris Hoy – noch nicht den hohen Stellenwert wie heute in Großbritannien hatte. Besonders in dieser Disziplin konnte MacLean im Laufe seiner Karriere zahlreiche Titel und Podiumsplätze erringen. Bei den Bahn-Weltmeisterschaften 1999 in Berlin wurde MacLean Teamsprint-Vizeweltmeister (mit Hoy und Jason Queally). 1999 gewann er die traditionsreiche Champion of Champions Trophy.
Bei den Olympischen Spielen 2000 in Sydney errang das britische Team Silber in der Besetzung MacLean, Chris Hoy und Jason Queally. Im Jahr darauf belegte das Team (mit Jamie Staff anstelle von Queally) den ersten Platz bei den Bahn-Weltmeisterschaften 2001 in Kopenhagen; 2002 wurde es in derselben Besetzung Weltmeister. 2002 siegte er im Grand Prix Kopenhagen. Bei den Olympischen Spielen 2004 war MacLean durch eine langwierige Erkrankung gehandicapt und konnte nicht im Sprint starten, im 1000-m-Zeitfahren belegte er den siebten und im Teamsprint den fünften Platz, wobei er nur die erste Runde bestritt (mit Chris Hoy, Jamie Staff und Jason Queally).
2006 wurde die schottische Mannschaft in der Besetzung MacLean, Ross Edgar und Hoy erste im Teamsprint bei den Commonwealth Games. Zuletzt wurde MacLean 2008 zweifacher Britischer Vize-Meister im Sprint und im Keirin. Schon in diesem Jahr war er als Trainer tätig; so betreute er Victoria Pendleton 18 Monate lang nach den Olympischen Spielen in Athen.
Craig MacLean pausierte mit dem Leistungssport auf internationaler Ebene aufgrund andauernder Rückbeschwerden, startete aber ab 2011 als Tandem-Pilot bei den Paralympics 2012 in London und errang gemeinsam mit dem sehbehinderten Anthony Kappes die Goldmedaille im Tandemsprint. Bei den Commonwealth Games 2014 im heimischen Glasgow errang er gemeinsam mit dem sehbehinderten Neil Fachie zwei Goldmedaillen auf dem Tandem, im Sprint sowie im Zeitfahren.

## Berufliches
Seit 2018 ist Craig MacLean als Trainer am World Cycling Centre in Aigle tätig.

## Außerhalb des Sports
Vor seiner Karriere als Leistungssport schloss Craig MacLens in Edinburgh ein Studium im Musikinstrumentenbau ab. Ab 2014 spielte er in einer Band mit Namen The Fraudsters (Die Betrüger).
2007 wurde der Dokumentar-Film „Standing Start“ über MacLean gedreht, der beim „Edinburgh Film Festival“ präsentiert wurde. Sein Porträt findet sich auch in dem Buch Heroes, Villains and Velodromes: Chris Hoy and Britain's Track Cycling Revolution von Richard Moore (2008).
2008 berichtete Craig MacLean in einem Interview, dass er zu Anfang seiner Karriere als Leistungssportler unter Bulimie gelitten habe.
2009 wurde MacLean in die „British Cycling Hall of Fame“ aufgenommen. In seiner schottischen Heimatstadt Grantown-on-Spey ist ein Sportcenter nach ihm benannt.

## Erfolge

### Bahn (Elite)
1998
- Britischer Meister – Sprint, 1000-Meter-Zeitfahren

1999
- Weltmeisterschaft – Teamsprint (mit Chris Hoy und Jason Queally)
- Bahnrad-Weltcup in Mexiko-Stadt – Teamsprint (mit Chris Hoy und Jason Queally)
- Britischer Meister – Sprint, 1000-Meter-Zeitfahren

2000
- Olympische Spiele – Sprint
- Weltmeisterschaft – Teamsprint (mit Chris Hoy und Jason Queally)
- Britischer Meister – Sprint, Keirin

2001
- Weltmeisterschaft – Teamsprint (mit Chris Hoy und Jason Queally)
- Britischer Meister – Sprint, 1000-Meter-Zeitfahren

2002
- Weltmeister – Teamsprint (mit Chris Hoy und Jamie Staff)
- Commonwealth Games – Teamsprint (mit Chris Hoy und Ross Edgar)

2003
- Weltmeisterschaft – Teamsprint (mit Chris Hoy und Jamie Staff)
- Britischer Meister – 1000-Meter-Zeitfahren, Teamsprint (mit Chris Hoy und Jason Queally)

2004
- Weltmeisterschaft – Teamsprint (mit Chris Hoy und Jamie Staff)
- Bahnrad-Weltcup in Manchester – 1000-Meter-Zeitfahren, Teamsprint (mit Chris Hoy und Jamie Staff)
- Bahnrad-Weltcup in Sydney – Sprint, Teamsprint (mit Chris Hoy und Jamie Staff)

2005
- Bahnrad-Weltcup in Manchester – Teamsprint (mit Chris Hoy und Jason Queally)
- Bahnrad-Weltcup in Manchester – Teamsprint (mit Chris Hoy und Ross Edgar)
- Britischer Meister – Sprint

2006
- Weltmeisterschaft – Sprint
- Bahn-Weltcup in Sydney – Sprint, Teamsprint (mit Chris Hoy und Ross Edgar)
- Bahn-Weltcup in Moskau – Sprint, Teamsprint (mit Matthew Crampton und Jason Kenny)
- Commonwealth Games – Teamsprint (mit Chris Hoy und Ross Edgar)
- Britischer Meister – Sprint, Teamsprint (mit Chris Hoy und Jason Queally)

2007
- Weltmeisterschaft – Teamsprint (mit Chris Hoy und Ross Edgar)
- Bahn-Weltcup in Manchester – Teamsprint (mit Chris Hoy und Ross Edgar)

### Bahn (Paracycling)
2011
- Weltmeister – Sprint, Zeitfahren (mit Neil Fachie)

2012
- Weltmeister – Sprint, Zeitfahren (mit Anthony Kappes)

2014
- Commonwealth Games – Sprint, Zeitfahren (mit Neil Fachie)

2016
- Weltmeisterschaft – Sprint (mit James Ball)

2017
- Weltmeisterschaft – Sprint, Zeitfahren (mit Neil Fachie)